# Koninginnekerk (Rotterdam)
De Koninginnekerk (vernoemd naar koningin Wilhelmina) was een kerk aan de Boezemsingel in Rotterdam, op de grens tussen de wijken Crooswijk en Kralingen. De kerk werd in 1907 door de Hervormde Gemeente in gebruik genomen. In 1972 is het gebouw gesloopt.

## Geschiedenis

### Ontstaan
Begin twintigste eeuw waren veel Rotterdammers naar nieuwe wijken buiten het stadscentrum verhuisd. Sommige in het centrum gelegen kerkgebouwen kampten daardoor met verminderd bezoek en werden gesloten en verkocht. De opbrengst investeerde men in nieuwe kerken in de randwijken. De Koninginnekerk werd op dergelijke wijze gerealiseerd. Bovendien ontving men een belangrijke gift van de gezusters Van Dam, die ook de Wilhelminakerk in Rotterdam-Zuid hadden gefinancierd en de bouw van het Rotterdamse Diaconessenhuis mogelijk maakten. 

### Bouw en gebruik
In juli 1904 werd de eerste steen gelegd en op 1 april 1907 kon de nieuwe kerk plechtig worden ingewijd. Het ontwerp was van de architecten Barend Hooijkaas jr. en Michiel Brinkman. Het gebouw telde 1750 zitplaatsen. Tussen 1940 en 1966 diende de kerk als concertzaal voor het Rotterdams Philharmonisch Orkest aangezien De Doelen in de oorlog gebombardeerd was. 

### Sloop en huidige bebouwing

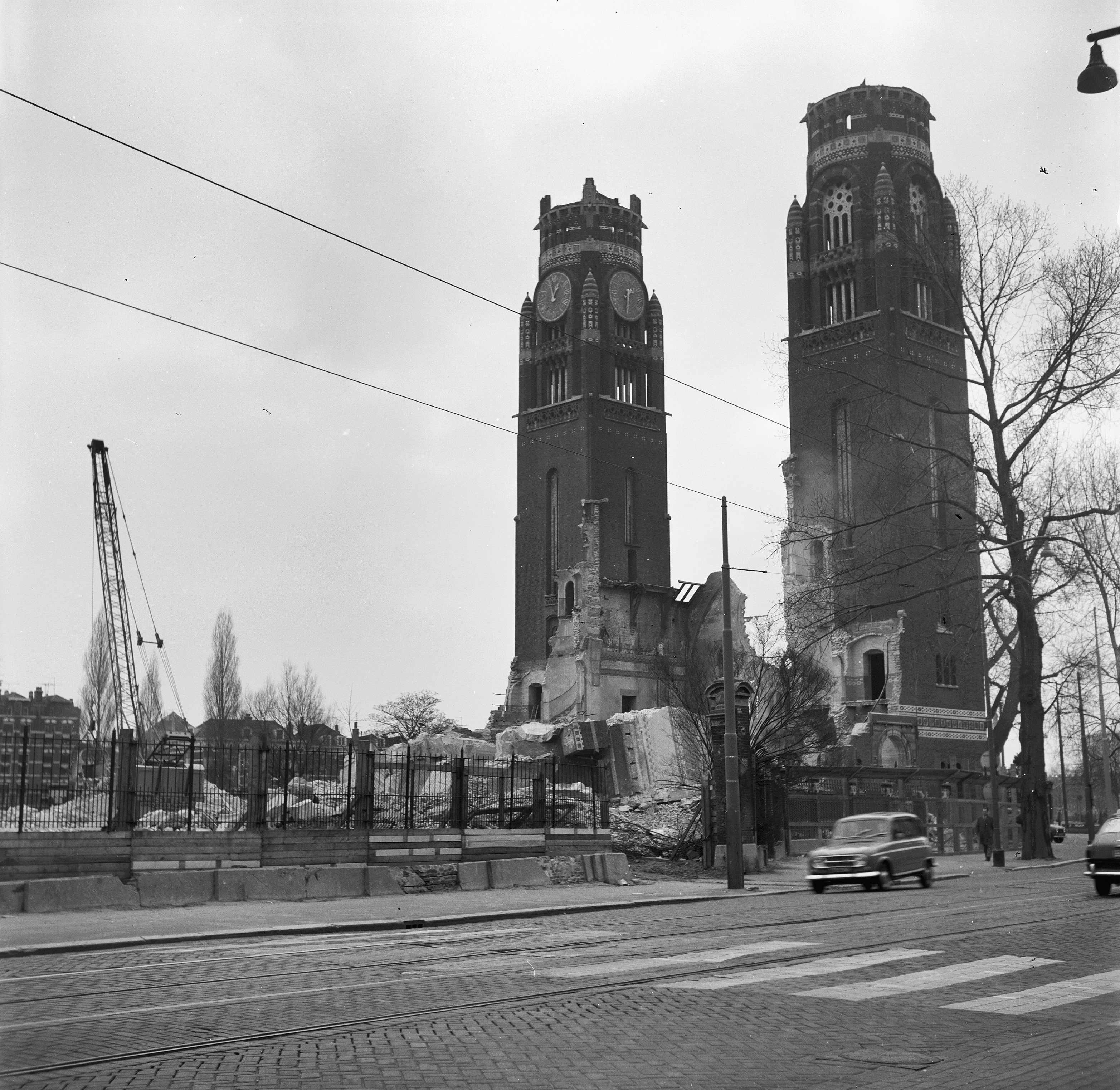
De kerk tijdens de sloop in 1972

Door de afname van het aantal bezoekers in de jaren zestig en het vertrekken van het Philharmonisch Orkest in 1966 waren er weinig inkomsten, terwijl de kerk onderhoud nodig had. De gemeenteraad, onder leiding van burgemeester Wim Thomassen, was voorstander van stadsvernieuwing en wilde de kerk slopen om plaats te maken voor een verzorgingsflat. Er was in de stad veel protest tegen de voorgenomen sloop, maar dat kon niet voorkomen dat op 31 december 1971 de laatste eredienst was gehouden.
Op de plaats waar de kerk stond verrees de dertien etages hoge verzorgingsflat voor ouderen, woonzorgcentrum Hoppesteyn geheten. Hiernaast kwam in 2001 de Koninginnetoren te staan, een 78 meter hoog gebouw met 85 seniorenappartementen. De bovenste etages zijn groen gemaakt als herinnering aan de kopergroene daken op de torens van de kerk.
In 2013 werd de Koninginnekerk gekozen tot mooiste gesloopte kerk van Nederland.